# Supraleitender Magnetischer Energiespeicher
Supraleitende Magnetische Energiespeicher (SMES) speichern Energie in einem durch Gleichstrom in einer supraleitenden Spule erzeugten Magnetfeld. Die Spule wird für den Betrieb unter die Sprungtemperatur des Supraleiters, aus dem sie besteht, gekühlt.
Ein SMES besteht aus einer supraleitenden Spule, einer Kältemaschine und einem Umrichter. Wenn die Spule einmal geladen ist, nimmt der Strom nicht ab und die magnetische Energie kann über längere Zeit gespeichert werden.
Die in der Spule gespeicherte Energie kann bei Bedarf in das Stromnetz eingespeist werden, indem die Spule durch die Selbstinduktion entladen wird. Beim Lade-/Entlade-Zyklus entstehen etwa 2 bis 10 % Verluste. SMES für sich alleine betrachtet ohne die notwendige Kühleinrichtung sind zwar vergleichsweise effizient, denn beim Speichern selbst geht im Supraleiter selbst kaum Energie verloren. Allerdings stellt die zwingend benötigte hohe Leistung für die Kühlung in der Gesamtbetrachtung einen Verlust dar, der sich in einer Reduktion des Wirkungsgrades, vor allem bei längeren Speicherdauer, auswirkt. Wegen der hohen Betriebskosten werden SMES daher nur zur kurzzeitigen Speicherung von Energie verwendet.

## Vergleich mit anderen Methoden zur Energiespeicherung
Der wohl wichtigste Vorteil von SMES ist die nur kurze Verzögerung beim Laden und Entladen. Die Energie ist sofort verfügbar und es kann eine hohe Leistung in einer kurzen Zeit bereitgestellt werden.
Pumpspeicherwerke haben eine wesentlich größere Verzögerung von einigen Minuten, da Massenträgheit auftritt. Akkumulatoren und Doppelschichtkondensatoren können nur begrenzte Leistung abgeben. Vorteile der SMES gegenüber Akkumulatoren sind die hohe Effizienz (Zyklus-Wirkungsgrad 90 bis 97 %) und dass sie verschleißarm sind, da die wesentlichen Teile des SMES unbeweglich sind und keine chemischen Vorgänge stattfinden. Die Speicherung im SMES ist zeitlich unbegrenzt möglich, was sie gegenüber Schwungradspeichern auszeichnet.
Nachteilig ist die Notwendigkeit der ständigen Kühlung, die geringe Speicherdichte, die hohen Speicher-Kosten und das Sicherheitsrisiko, das darin besteht, dass zum Beispiel bei versagender Kühlung schlagartig hohe Energiemengen frei werden.

## Gespeicherte Energie
Die in einem SMES gespeicherte Energie beträgt
{\displaystyle E={\frac {1}{2}}\cdot L\cdot I^{2}}
mit
E – Energie in Joule
L – Induktivität in Henry
I – Stromstärke in Ampere
Die entnommene Maximalleistung beträgt
{\displaystyle P=U\cdot I}
mit
{\displaystyle U} der Selbstinduktionsspannung der Spule bei gegebener Stromänderungsrate {\displaystyle dI/dt}
Die maximal entnehmbare Leistung ist demzufolge theoretisch unbegrenzt, was die Systeme attraktiv für Start- und Beschleunigungseinrichtungen macht wie bei militärischen Anwendung einer Railgun.
Der Strom und die Spannung sind aus folgenden Gründen jedoch nicht beliebig wählbar:
- der maximale Strom muss durch die leistungselektronischen Wandler beherrschbar sein
- geringerer Strom bedeutet für eine gegebene Entnahmeleistung eine entsprechend höhere Spannung, die durch Isolation und Leistungselektronik ebenfalls beherrscht werden muss.

Die Energiedichte {\displaystyle W} der SMES-Anordnung ergibt sich aus der gespeicherten Feldenergie {\displaystyle E}, die von der magnetischen Flussdichte {\displaystyle B} und dem Volumen {\displaystyle V} (Spuleninneres) abhängt:
{\displaystyle W={\frac {E}{V}}={\frac {1}{2\cdot \mu _{0}}}\cdot B^{2}}
mit
{\displaystyle \mu _{0}} – Magnetische Feldkonstante
Das Innere der Spule kann nicht mit einem ferromagnetischen Werkstoff gefüllt sein, da diese Werkstoffe nur eine magnetische Flussdichte etwa bis zu 2 T erlauben. Danach kommt zu es im Werkstoff zu einer magnetischen Sättigung, womit die relative Permeabilität abfällt.
Auch die verwendeten supraleitenden Werkstoffe erlauben keine unbegrenzt hohen magnetischen Flussdichten beziehungsweise Stromdichten, da dabei störende Effekte wie Quench auftreten, wobei die gesamte magnetische Energie in der Spule schlagartig in Wärme umgesetzt wird. Daher ist das Speichervermögen der SMES nach oben begrenzt. Energiedichten von 0,2 kWh/m³ bis 5 kWh/m³ sind machbar, und die damit verbundenen Betriebskosten für den Betrieb sind vergleichsweise hoch.

## Praktischer Einsatz und Projekte

### Geschichte der SMES-Technologie
Die ersten theoretischen Vorschläge für supraleitende magnetische Energiespeicher gehen bis in die 1960er Jahre zurück. In den 1980er Jahren wurden experimentelle Systeme in Japan gebaut. In den USA gab es zur selben Zeit Entwicklungen von Bechtel Corporation. Im Rahmen der Strategic Defense Initiative (SDI) kam es für militärische Applikationen zu einer Reihe von Entwicklungen auf diesem Gebiet. SMES sind Gegenstand von Forschung und Entwicklung u. a. von NASA, dem Energieministerium der Vereinigten Staaten und der Defense Advanced Research Projects Agency (DARPA).

### Schneller Kompensator gegen Netzflicker
Im Jahre 1997 wurde vom Forschungszentrum Karlsruhe (Speicherspule) und von der Universität Karlsruhe (Umrichter) ein SMES entwickelt und nahe bei einem Sägewerk in Fischweier/Albtal am Niederspannungsnetz des Badenwerks eingesetzt, um die Netzrückwirkungen der kurzen Lastschwankungen der Maschinen zu kompensieren. Es hat eine Speicherkapazität von maximal 0,07 kWh (250 kJ) und eine Scheinleistung von 80 kVA. Der SMES besteht aus sechs  Solenoiden, die als Toroid zusammengesetzt sind. Jedes Magnetmodul besteht aus 1000 Windungen eines 1,3 mm dicken NbTi-Supraleiters und hat einen Spulen-Durchmesser von 36 cm. Damit erreicht der Gesamtaufbau eine Induktivität von 4,37 H und benötigt einen Strom von 300 A, um eine Energiemenge von etwa 200 kJ zu speichern. Die Energiedichte der Anlage beträgt etwa 150 kJ/m³, die Kühlung erfolgt mit flüssigem Helium.

### ARPA-E
Das vom Department of Energy im Rahmen von ARPA-E (Advanced Research Projects Agency – Energy) mit 4,2 Millionen US-Dollar geförderte Projekt zur Erforschung der SMES-Technologie wird von ABB, SuperPower Inc., der University of Houston und dem Brookhaven National Laboratory gemeinsam durchgeführt. In einer Präsentation im Rahmen der 10. EPRI Superconductivity Conference in Tallahassee 2011 wurde ein Teil eines Prototyps mit 10 MVA Leistung und 20 MJ (etwa 5,5 kWh) Speicherkapazität gezeigt, der in einem Stromnetz mit Wasserturbinen betrieben wird, um die Verbrauchsschwankungen eines Walzwerkes zu kompensieren.

## Trivia
Im Film James Bond 007 – Der Mann mit dem goldenen Colt werden supraleitende magnetische Energiespeicher als Handlungselement verwendet.